# ایستگاه گلنکرن
ایستگاه گلنکرن (انگلیسی: Glencairn station) یک ایستگاه متروی زیرزمینی در خط یک یانگ–یونیورسیتی متروی تورنتو است.